# Li Kaixian
Pour les articles homonymes, voir Li.
Dans ce nom, le nom de famille, Li, précède le nom personnel.
Œuvres principales
L'Épée précieuse (1547)
Li Kaixian (chinois 李開先, pinyin Lǐ Kāixiān), né en 1502, mort en 1568, est un écrivain chinois, dramaturge et poète.
Li Kaixian appartient au mouvement du Retour aux Anciens (fugu), dont le membre le plus éminent est Li Mengyang.
Il prend une retraite forcée à l'âge de trente-neuf ans, pour s'être opposé à l'eunuque Xia Yan.
Li Kaixian a publié une collection de pièces de théâtre (zaju, théâtre du Nord) des Yuan, Pièces de théâtre des sages des Yuan (Gaiding yuanxian chuanqi), revues et corrigées. Le recueil contient seize pièces, dont six sont parvenues jusqu'à nous. Parmi elles figurent Pluie sur les sterculiers (Wutong yu) de Bai Pu et Larmes sur la tunique sombre (Qingshan lei) de Ma Zhiyuan, qui ne sont connues qu'à travers cette version revue par Li Kaixian.
Dramaturge, il est lui-même l'auteur de plusieurs pièces (chuanqi, théâtre du Sud) dont L'Épée précieuse (Baojian ji), tirée d'un épisode du roman Au bord de l'eau (chap. VII à XII) et achevée en 1547. Le thème en est celui d'un lettré, Lin Chong, obligé de rejoindre une bande de brigands pour s'être opposé à de mauvais ministres. La pièce est une claire allusion à la situation politique de l'époque. Il est en outre réputé pour ses sanqu (une forme de poésie). Bien que d'inspiration populaire, il leur donne une tournure élégante qui lui est propre.
Il a aussi rédigé un ouvrage de critique sur la peinture, le Huapin (Jugements sur la peinture). En littérature ou en peinture, il valorise le naturel et la spontanéité.
On lui attribue parfois la rédaction du Jin Ping Mei, ce qui est douteux.